# Tourbière du Grand Lemps
Tourbière du Grand Lemps este o arie protejată (sit de importanță comunitară — SCI) din Franța întinsă pe o suprafață de 786 ha, integral pe uscat.

## Localizare
Centrul sitului Tourbière du Grand Lemps este situat la coordonatele 45°26′16″N 5°24′57″E / 45.4377°N 5.41581°E.

## Înființare
Situl Tourbière du Grand Lemps a fost declarat arie specială de conservare în baza directivei 92/43 din 1992 referitoare la conservarea habitatelor naturale și a faunei și florei sălbatice pentru a proteja 3 specii de plante și 10 specii de animale.

## Biodiversitate
Situată în ecoregiunea continentală, aria protejată conține 13 habitate naturale: Lacuri și iazuri distrofice naturale, Cursuri de apă de la nivel de câmpie la nivel montan, cu vegetație Ranunculion fluitantis și Callitricho-Batrachion, Turbării active, Mlaștini turboase de tranziție și turbării mișcătoare, Depresiuni pe substraturi de turbă de Rhynchosporion, Mlaștini alcaline, Mlaștini împădurite, Păduri aluvionare cu Alnus glutinosa și Fraxinus excelsior (Alno-Padion, Alnion incanae, Salicion albae), Pajiști uscate seminaturale și facies de acoperire cu tufișuri pe substraturi calcaroase (Festuco-Brometalia) (* situri importante pentru orhidee), Pajiști uscate seminaturale și facies de acoperire cu tufișuri pe substraturi calcaroase (Festuco-Brometalia) (* situri importante pentru orhidee), Păduri de fag Asperulo-Fagetum, Mlaștini calcaroase cu Cladium mariscus și specii de Caricion davallianae, Ape puternic oligomezotrofe cu vegetație bentonică cu Chara spp..
La baza desemnării sitului se află mai multe specii protejate:
- plante (3): Hamatocaulis vernicosus, moșișoare (Liparis loeselii), Orthotrichum rogeri
- amfibieni (2): izvoraș-cu-burta-galbenă (Bombina variegata), triton cu creastă (Triturus cristatus)
- mamifere (2): liliac cârn (Barbastella barbastellus), liliac cărămiziu (Myotis emarginatus)
- nevertebrate (5): Coenagrion mercuriale, libelule (Leucorrhinia pectoralis), rădașcă (Lucanus cervus), fluturele purpuriu (Lycaena dispar), Vertigo moulinsiana
- reptile (1): țestoasa de baltă (Emys orbicularis)

Pe lângă speciile protejate, pe teritoriul sitului au mai fost identificate 31 de specii de plante, 2 specii de păsări, 2 specii de amfibieni, 12 specii de mamifere, 12 specii de nevertebrate, 4 specii de reptile.